# Subito
Subito is een krasspel, georganiseerd door de Nationale Loterij van België. Het spel werd gelanceerd op 15 juni 1987. De spelformule is als volgt: Wanneer men de deklaag op het biljet wegkrast, verschijnen er negen bedragen. Indien daar driemaal hetzelfde bedrag bij is, wint men dat bedrag eenmaal.
De winstkansen zijn, anno 2008, als volgt:
Per 1 miljoen biljetten zijn er:
- 1 van 25.000 €
- 10 van 2.500 €
- 400 van 250 €
- 1.000 van 25 €
- 3.000 van 12,50 €
- 30.000 van 5 €
- 160.000 van 2,50 €

Deze verdeling werd in 2002 vastgesteld, bij de invoering van de euro.
Er zijn dus 194.411 winnende biljetten per miljoen, wat betekent dat de kans op winst 1 op 5,14 is. In totaal zijn de winnende biljetten goed voor 762.500 euro. Eén biljet kost 1,25 euro; dus 762.500/1.250.000 = 61 % van de inzet wordt uitbetaald aan de winnaars.
Subito XL en Subito XXL zijn "large" versies van de normale Subito, met oorspronkelijk respectievelijk 3 en 7 kraszones op één biljet. Een biljet kost resp. 2,50 en 5 euro. Als men driemaal hetzelfde bedrag vindt in eenzelfde kraszone, wint men dat bedrag. Eventuele winsten in meerdere kraszones worden opgeteld. De maximale winst is 75.000 euro bij Subito XL en 200.000 euro bij Subito XXL; de kans op een winnend biljet is 1 op 4,30 bij Subito XL en 1 op 3,56 bij Subito XXL.
In juni 2008 is de formule en de winstverdeling voor Subito XL en Subito XXL aangepast om deze krasspellen meer aantrekkelijk te maken:
Voor Subito XL werd het maximum te winnen bedrag opgetrokken tot 100.000 euro. De kans op een winnend biljet is 1 op 4,25. Een Subito-XL-biljet bevatte vanaf dan vier kraszones, drie "Subito Zones" en een "Vermenigvuldigingszone". Eén of twee "Subito Zones" kunnen een winnend bedrag bevatten, en die som kan verdubbeld worden indien de "Vermenigvuldigingszone" de vermelding "X2" bevat.
Voor Subito XXL werd het maximale winstbedrag opgetrokken tot 250.000 euro. De biljetten bevatten vanaf dan acht kraszones, zeven "Subito Zones" en een "Vermenigvuldigingszone". Eén tot vier "Subito Zones" kunnen een winnend bedrag bevatten, en de som daarvan kan verdrievoudigd worden indien de "Vermenigvuldigingszone" de vermelding "X3" bevat.
In 2006 was Subito goed voor een omzet van ca. 22,8 miljoen euro; Subito XL voor 6 miljoen euro; Subito XXL voor 7,3 miljoen euro; en Super Subito voor ca. 2,1 miljoen euro. Daarmee was Subito na Win for Life het krasspel met de meeste omzet.